# Löytynjärvi
Löytynjärvi eller Löytnjärvi är en sjö i Finland. Den ligger i kommunen Pielavesi i landskapet Norra Savolax, i den centrala delen av landet, 400 km norr om huvudstaden Helsingfors. Löytynjärvi ligger 149,1 meter över havet. Den är 17 meter djup. Arean är 1,87 kvadratkilometer och strandlinjen är 10,15 kilometer lång. Sjön  ingår i Vuoksens huvudavrinningsområde.   I omgivningarna runt Löytynjärvi växer i huvudsak blandskog.